# Contributo indiano alle scienze nell'islam medievale
Con il contributo indiano alle scienze nell'Islam medievale ebbe modo di manifestarsi la cosiddetta età dell'oro islamica nel campo delle scienze, in particolar modo nella Matematica, e nell'Astronomia, specialmente nel IX e X secolo.

Fino ad allora la scienza islamica si era ispirata in modo precipuo al periodo ellenistico ma, con l'allargamento del Califfato abbaside, si ebbe l'opportunità - immediatamente colta dai musulmani - di venire a conoscenza dei formidabili contributi scientifici della cultura dell'India, che aveva fruito di uno straordinario periodo di crescita culturale durante il periodo Gupta (dal IV al VI secolo).

## Storia
Per gran parte di un millennio, dall'età seleucide, passando per il periodo sasanide, vi fu un proficuo interscambio di studiosi tra le culture della Grecia, della Persia e dell'India. Le origini dello numero zero e la notazione posizionale cadono in questo periodo. Il loro primo uso prende origine nella matematica indiana del V secolo (Lokavibhaga), influenzando gli studiosi persiani dell'età sasanide nel corso del VI secolo.
L'improvvisa e imprevista conquista islamica della Persia negli Anni quaranta del VI secolo, introdusse un cuneo tra il Mar Mediterraneo e le tradizioni indiane, ma l'interscambio tra studiosi subito ricominciò, con traduzioni dal Greco e dal Sanscrito in Arabo lungo tutto l'VIII secolo. Ciò innescò una fioritura di ricerche e di progresso scientifico del mondo abbaside, con centro Baghdad, nel IX secolo, e la trasmissione di questo sapere verso Occidente via al-Andalus ed Emirato di Sicilia nel X secolo.
Vi furono continui contatti tra studiosi Indiani e Arabi e Persiani durante il IX e l'XI secolo quando la conquista islamica dell'India fu temporaneamente arrestata.
Al-Biruni, ai primi dell'XI secolo, viaggiò a lungo in India e divenne un'importante fonte di conoscenza sull'India nel mondo musulmano a quel tempo.
Con la creazione del Sultanato di Delhi nel XIII secolo, l'India settentrionale cadde sotto la dominazione arabo-persiana e la tradizione indigena indiana cadde in declino, mentre quasi allo stesso tempo l'"Età dell'oro dell'Islam", crollata sotto i colpi dei Mongoli, trovava un ambiente favorevole nell'Ilkhanato di Persia turco-mongolo, originando una seconda "Età dell'oro dell'Islam" nel campo della tradizione letteraria turco-persiana durante i secoli XIII-XVI, esemplificata dalla dinastia Timuride e da quella ottomana a ovest e dall'Impero Mughal a est.

## Astronomia
Il Brahmasiddhanta di Brahmagupta fu tradotto parzialmente in lingua araba durante il califfato dell'Abbaside al-Mansur (753–774) da al-Fazārī, sotto il titolo al-Zīj ʿalā Sinī al-ʿArab, o Zij al-Sindhind. Questa traduzione fu verosimilmente un ottimo veicolo tramite il quale i numerali indiani furono trasmessi dalla cultura scientifica sanscrita a quella araba.
Al-Fazārī tradusse anche il Khandakhadyaka (Arakand) di Brahmagupta. 
Attraverso le traduzioni in arabo del Sindhind e dell'Arakand, l'uso dei numeri cardinali indiani si affermò stabilmente nel mondo islamico.

## Testi medici
Mankah, un medico indiano alla corte di Hārūn al-Rashīd, si dice avesse tradotto in Persiano il Sushruta saṃhitā (il classico testo sanscrito di medicina dell'epoca Gupta).
Yahya ibn Khalid ordered Mankah (Kankah), the Indian to translate it (an Indian book of medicine) at the hospital to render it in the form of a compilation»
Il Liber continens (al-Hawi) di al-Razi, circa del 900, si afferma contenga "molto del sapere indiano", come il Sushruta Saṃhitā.